# 长沙国际会议中心
长沙国际会议中心位于中国长沙浏阳河畔，规划总用地面积约为212,686平方米，是中部地区最大的会议中心，是中非经贸博览会的永久主会场。

## 历史沿革
2020年10月30日，长沙国际会议中心正式投入运营。

## 区位交通
长沙国际会议中心紧邻长沙国际会展中心，距长沙火车南站2公里，距长沙黄花国际机场18公里，市内有长沙地铁2、4号线连接。

## 建筑设计
会议中心由中国工程院院士何镜堂担任总设计师，建筑立面风格借鉴了中国山水画与传统建筑坡屋顶，共四层（地上共三层，地下一层），包括一个7800平方米的主会场、1800平方米的圆桌会议厅、3500平方米的宴会厅、5800平方米的户外花园及多功能厅、会议室、接见厅、展厅、新闻中心等共60间。
- 一层场馆：7000㎡的礼仪大厅、5800㎡的会展厅、2100㎡的新闻发布厅、6个多功能厅等[6]。
- 二层场馆：7800㎡的主会场芙蓉厅（可容纳8400人）、3500㎡的宴会厅湘江厅等[7]。
- 二层场馆：1800㎡的长沙厅、7000㎡的空中花园、星沙厅（包含2间700㎡的独立会议室以及2间1700㎡可组合拆分的中型会议室）等[8]。